# Хілинське сільське поселення
Хіли́нське сільське поселення (рос. Хилинское сельское поселение) — сільське поселення у складі Могойтуйського району Забайкальського краю Росії.
Адміністративний центр — село Ага.

## Історія
2014 року було утворено села Верхня Ага та Нижня Ага шляхом виділення частин із селище Ага.

## Населення
Населення сільського поселення становить 1696 осіб (2019; 1936 у 2010, 2040 у 2002).

## Склад
До складу сільського поселення входять:
| Населений пункт    | Населення, осіб (2002) | Населення, осіб (2010) |
| ------------------ | ---------------------- | ---------------------- |
| Ага, селище        | 1525                   | 1361                   |
| Ара-Булак, село    | 199                    | 204                    |
| Булак, селище      | 43                     | 44                     |
| Верхня Ага, село   | -                      | -                      |
| Курільжа, село     | 138                    | 192                    |
| Нижня Ага, село    | -                      | -                      |
| Острічна, селище   | 62                     | 62                     |
| Роз'їзд 71, селище | 73                     | 73                     |